# تشانغ تشيين مينغ
تشانغ تشيين مينغ (بالصينية: 張建銘) (من مواليد 27 يوليو 1980) هو لاعب كرة القاعدة تايواني الذي يلعب مع فوبون غارديانز في دوري البيسبول الصيني للمحترفين.
ظهر تشانغ مع منتخب تايبيه الصينية الوطني لكرة القاعدة عندما كان مراهقا وكان البادئ الثالث لتايوان في كأس انتركونتيننتال 1999. ساعد تايوان على الفوز بالذهب في بطولة البيسبول الآسيوية لعام 2001. في بطولة بورت العالم لعام 2001. لعب في أسبوع هارلم لكرة القاعدة 2002. في بطولة العالم للجامعات لكرة القاعدة عام 2002 لعب مرة أخرى لتايوان. لعب في كأس إنتركونتيننتال 2002 كلاعب زاوية.
في عام 2004 قام تشانغ بظهوره الاحترافي مع سينون بولز وفاز معه بلقب الدوري الصيني للمحترفين. لعب في أول كأس كونامي.
شارك تشانغ مع تايوان في بطولة العالم الكلاسيكية لكرة القاعدة عام 2006. لعب في عام 2006 في الدوري الصيني للمحترفين. كان مع تايوان في دورة الألعاب الآسيوية 2006 وفي كأس إنتركونتيننتال 2006. في هذا الحدث الأخير لعب دور لاعب أساسي أيمن.
لعب أيضا لتايوان في بطولة العالم الكلاسيكية لكرة القاعدة عام 2013.

## وصلات خارجية
- تشانغ تشيين مينغ على موقعبيزبول رفرنس.كوم (الدوري الثانوي) (الإنجليزية)
- تشانغ تشيين مينغ على موقع أوليمبيديا (الإنجليزية)

- بطولة العالم الكلاسيكية لكرة القاعدة عام 2006
- احصائيات بطولة هاري فيدميغر الدولية
- صفحة اللاعب في الدوري الصيني للمحترفين (بالصينية)